# Leskov Island (ö i Sydgeorgien och Sydsandwichöarna)
Leskov Island är en ö i Sydgeorgien och Sydsandwichöarna (Storbritannien). Den ligger i den östra delen av Sydgeorgien och Sydsandwichöarna. Arean är 0,30 kvadratkilometer. 